# Dänisch-isländische Beziehungen
Die Dänisch-isländischen Beziehungen bezeichnen das zwischenstaatliche Verhältnis zwischen Island und Dänemark. Die beiden Länder verbindet eine enge historische Beziehung, da Island über Jahrhunderte unter dänischer Herrschaft stand. Nach der schrittweisen Erlangung der Souveränität im 20. Jahrhundert bestehen heute freundschaftliche, multilaterale und bilaterale Beziehungen. Beide Länder gehören u. a. dem Nordischen Rat, der NATO, dem Arktischen Rat, dem Schengen-Raum und dem Europäischen Wirtschaftsraum an.

## Geschichte

### Frühe Kontakte und norwegische Phase (bis 1380)
Island wurde im 9. Jahrhundert von norwegischen und keltischstämmigen Siedlern besiedelt. Die ersten dauerhaften norwegischen Einwanderungen begannen etwa um 870 n. Chr., vor allem durch Bauern, die der Zentralisierung unter Harald Schönhaar entkommen wollten. Im Jahr 930 gründeten die isländischen Siedler das Althing, eine der ältesten parlamentarischen Versammlungen der Welt. Ab 1262/64 geriet Island unter norwegische Oberhoheit, als der sogenannte „Gamli sáttmáli“ (Alte Vertrag) mit König Håkon IV. geschlossen wurde. Diese Personalunion bedeutete faktisch die Integration Islands in die norwegische Monarchie.

### Dänisch-norwegische Herrschaft über Island (1380–1918)
1380 fiel die norwegische Krone – und mit ihr Island – an Dänemark, wodurch die Insel Teil der dänisch-norwegischen Union wurde. Im 16. Jahrhundert zwang König Christian III. im Zuge der Reformation den Übergang vom Katholizismus zum Luthertum auch in Island durch. Die dänische Monarchie zentralisierte zunehmend ihre Macht, und Island wurde zur dänischen Provinz mit Handelsmonopol und eingeschränkter Selbstverwaltung. Besonders gravierend wirkte sich das dänische Handelsmonopol aus, das von 1602 bis 1787 galt. Island durfte nur mit bestimmten dänischen Kaufleuten Handel treiben, was die wirtschaftliche Entwicklung stark hemmte.
Nach dem Ende der Union zwischen Schweden und Norwegen 1814 verblieb Island bei Dänemark. Die isländische Unabhängigkeitsbewegung erstarkte im 19. Jahrhundert: 1845 wurde das Althing als beratendes Parlament wiederhergestellt, 1874 erhielt Island eine eigene Verfassung und begrenzte Selbstverwaltung zum 1000-jährigen Jubiläum der Landnahme. Die Unabhängigkeitsbewegung gewann durch Denker wie Jón Sigurðsson an Stärke. Ein neuer Vertrag von 1904 übertrug Island die Innenpolitik – ein wichtiger Schritt zur staatlichen Eigenständigkeit. Während des Ersten Weltkriegs forderten isländische Politiker den vollständigen Austritt aus der Realunion mit Dänemark.

### Beziehungen seit 1918
Am 1. Dezember 1918 wurde Island durch das Unionsgesetz ein souveräner Staat in Personalunion mit dem dänischen König, analog zur schwedisch-norwegischen Union zuvor. Dänemark übernahm weiterhin die Außenvertretung und Verteidigung Islands, doch die Insel war innenpolitisch unabhängig. Dänemark eröffnete seine Botschaft in Reykjavík am 4. August 1919 mit Johannes Erhardt Bøggild als Botschafter, während Island seine Botschaft in Kopenhagen am 16. August 1920 mit Sveinn Björnsson als Botschafter eröffnete.
Während des Zweiten Weltkriegs wurde Dänemark 1940 von Deutschland besetzt, wären die Briten und später Amerikaner die Kontrolle über Island übernahmen. Island erklärte 1944 einseitig seine vollständige Unabhängigkeit. In einer Volksabstimmung stimmten über 97 % für die Republik, und König Christian X. wurde als Staatsoberhaupt abgesetzt. Die neue Republik Island wurde am 17. Juni 1944 ausgerufen. Trotz dieser Trennung blieben die Beziehungen friedlich und konstruktiv. Dänemark erkannte die Unabhängigkeit an und nahm 1946 diplomatische Beziehungen auf.
Seitdem arbeiten beide Staaten in nordischen und internationalen Gremien eng zusammen. 1949 wurden sowohl Dänemark als auch Island Gründungsmitglieder der NATO, 1952  des Nordischen Rates und 1955 trat Island der Nordische Passunion bei. Island trat allerdings bisher nicht der EU bei, ist aber über den EWR eng mit Dänemark und dem europäischen Binnenmarkt verbunden. Die diplomatischen Beziehungen gelten heute als ausgezeichnet. König Margrethe II. von Dänemark und ihre Familie besuchen regelmäßig Island zu Gedenkfeiern und Staatsbesuchen. Die Länder feiern gemeinsam historische Ereignisse wie 100 Jahre Souveränität (2018) oder 75 Jahre Republikgründung (2019).

## Wirtschaftsbeziehungen
Dänemark zählt traditionell zu den wichtigsten Handelspartnern Islands. Hauptimporte Dänemarks aus Island sind Aluminium, Fischereiprodukte und Energieerzeugnisse; im Gegenzug exportiert Dänemark Konsumgüter, Lebensmittel, Maschinen und pharmazeutische Produkte. Die geografische Nähe und die Mitgliedschaft beider Länder im EWR fördern den ungehinderten Warenverkehr. Auch im Bereich erneuerbare Energien bestehen Kooperationen, insbesondere im Wissenstransfer über Geothermie und Windkraft. In den letzten Jahren nahmen dänische Investitionen in Islands Tourismusinfrastruktur zu. Island ist zudem ein beliebtes Reiseziel für Dänen.

## Kultur
Die kulturellen Beziehungen zwischen Island und Dänemark sind tief verwurzelt. Die isländische Sprache entwickelte sich ursprünglich aus dem Altnordischen, das zur Zeit der Landnahme eng mit dem Dänischen verwandt war. Während der dänischen Herrschaft war Dänisch Verwaltungssprache, doch Island bewahrte erfolgreich seine eigene Sprache, die bis heute als nationale Identitätsmarke gilt. Im 20. Jahrhundert wurde das Isländische gezielt als Nationalsprache gefördert, wozu auch die Gründung der Universität von Island 1911 beitrug. Mit zunehmender Unabhängigkeit verlor die Rolle des Dänischen im täglichen Leben allmählich an Bedeutung. Dennoch hatte die dänische Kultur weiterhin einen nachhaltigen Einfluss, und viele junge Isländer reisen nach wie vor zum Studium oder zur Arbeit nach Dänemark.
Viele isländische Schriftsteller und Intellektuelle waren auch in Dänemark aktiv oder hatten dorthin Verbindungen. Umgekehrt wird in Island viel dänische Literatur gelesen, und dänische TV-Produktionen sind sehr populär. Besonders eng ist auch die Zusammenarbeit im Bereich Wissenschaft und Bildung, etwa im Rahmen der Universität von Island oder über das Nordplus-Program und den Nordischen Kulturfonds.
Nach seiner Unabhängigkeit forderte Island die Rückgabe der Kodizes mit Werken der altisländischen Literatur (u. a. Sagas), die Árni Magnússon gesammelt und an die Universität Kopenhagen gebracht hatte. Zwischen 1971 und 1992 gab Dänemark Tausende von Werken an Island zurück, darunter den Codex Regius und die Flateyjarbók.